# Hartmut Esslinger
Hartmut Esslinger (5 de junho de 1944) é um projetista de produtos alemão. É conhecido por ter fundado a Frog Design Inc..